# Janja Garnbret
Janja Garnbret (Slovenj Gradec, 1999. március 12.) szlovén kétszeres olimpiai bajnok profi szikla- és falmászó, aki sportmászásra és versenymászásra szakosodott. Többször nyert már gyorsmászást és versenyszerű boulderezést, két olimpiai aranyérmet, és széles körben minden idők legnagyobb versenymászójaként tartják számon. 2021-ben Garnbret lett minden idők első női olimpiai aranyérmese sportmászásban, 2024-ben pedig sikeresen megvédte címét. Két aranyérmével ő a legsikeresebb szlovén sportoló a nyári olimpiák történetében. Emellett ő a világ első női hegymászója, aki 8c (5.14b) nehézségi fokozatú sportmászó útvonalat mászott meg.
Garnbret a 2014-es ifjúsági B világbajnokságon szerezte meg első nemzetközi címét falmászásban. 2015 júliusában, miután betöltötte a 16. életévét, benevezett az IFSC mászó-világbajnokság felnőtt kategóriájába falmászásban. 2016-ban, 17 évesen Garnbret megnyerte a világkupa szezonális címeit lead és kombinált mászásból, a világbajnokságot lead mászásból, valamint az ifjúsági A-kategóriás világbajnokságot lead mászásból és boulderből egyaránt. 2016 és 2018 között mind a lead mászás, mind a kombinált szakágakban szezonbajnoki címet szerzett. 2018-ban és 2019-ben is megnyerte a világbajnokságot boulderben és kombináltban, 2019-ben pedig visszahódította a lead világbajnoki címet is. 
2024 szeptemberében Garnbret nyerte a legtöbb IFSC-aranyérmet a történelemben. Az élmászó világkupában mindössze négyszer maradt le a dobogóról, 29 győzelemmel rendelkezik. Emellett 17 boulder világkupa-versenyt nyert, ami összesen 46 győzelmet jelent világkupa-szinten.

## Mászó pályafutása

### Versenymászás
2015-ben, az IFSC mászó világkupán való részvételének első évében a hetedik helyen végzett a lead mászás összesített ranglistáján.  Ugyanebben az évben egy svéd boulder versenyen, a „La Sportiva Legends Only”-n is első lett, Shauna Coxsey, Mélissa Le Nevé, Juliane Wurm és Anna Stöhr előtt. 2015-ben megnyerte a Melloblocco boulder találkozót is.
2016-ban a legtöbb IFSC-versenyt, amelyen részt vett, megnyerte. Megnyerte a világkupát ólomban és kombinált szakágakban, a világbajnokságot ólomban, valamint az ifjúsági világbajnokságot ólomban és boulderben. Garnbret megnyerte az Adidas Rockstars 2016 versenyt is (meghívásos verseny a világ legjobb boulder sportolói számára), legyőzve Jessica Pilzet a szuperdöntőben. 2016-ban a Rock Master bajnoka lett, majd 2018-ban is elhódította a címet.
2017-ben megnyerte a világkupát lead és kombinált szakágakban, az Európa-bajnokságon a kombinált bajnoki címet, és második lett boulderben a világkupán és az Európa-bajnokságon.
2018-ban megvédte világkupa-címét lead és kombinált szakágakban, és boulderben két arany- és egy ezüstéremmel a negyedik helyen végzett, miután 7 versenyből mindössze 3-on vett részt (iskolai elfoglaltságai miatt). Ezenfelül megnyerte a világbajnokságot boulderben és kombináltban is. Közel állt ahhoz, hogy megnyerje a Lead Climbing világbajnokságot is, ahol az ezüstérmet úgy szerezte meg, hogy 4 perc 38 másodperc alatt tetőzött az utolsó útvonalon, mindössze 11 másodperccel lassabban, mint Jessica Pilz, aki megnyerte a bajnokságot.
2019-ben uralta a boulder világkupát azzal, hogy 78 problémából 74-et megoldott, és a szezon során minden versenyt megnyert. 2019-ben hat versenyen keresztül hat selejtezőben, négy elődöntőben és hat döntőben lett első, ez a bravúr még soha nem sikerült senkinek a versenymászás történetében. Ugyanebben az évben Garnbret a 2019-es IFSC mászó-világbajnokságon négy szakágból hármat megnyert, aranyérmet szerzett leadben, boulderben és kombináltban. A kombináltban elért győzelme kvalifikálta őt a 2020-as tokiói nyári olimpiai játékokra.
2021-ben a 2021-es IFSC Climbing Világkupa szezont áprilisban Meiringenben boulderben aratott győzelemmel kezdte, majd Salt Lake Cityben második lett, ezzel kilenc boulder világkupa győzelemmel zárta a boulder világkupa győzelmi sorozatát. Ugyanebben az évben ő lett a sportmászás első női olimpiai bajnoka, aranyérmet szerzett a Covid19-világjárvány miatt 1 évvel elhalasztott 2020-as nyári olimpián a női kombinált versenyszámban.
2022 áprilisában, miután a 2022-es IFSC Climbing Világkupa szezonban Meiringenben megszerezte első boulder világkupa győzelmét, Garnbret bejelentette, hogy kihagyja a hátralévő boulder versenyeket, hogy az Európa-bajnokságra és a világkupa lead versenyekre koncentráljon. 2022-ben a müncheni Európa-bajnokságon Garnbret mindhárom versenyszámban – lead, boulder és kombinált – aranyat nyert, az első kettő volt az egyetlen cím, amit még soha nem nyert, így teljesítette azt a bravúrt, hogy minden lehetséges nagy sportmászó címet megnyert.
2023 augusztusában Garnbret a 2023-as világbajnokságon szerzett kombinált bajnoki címével kvalifikálta magát a 2024-es párizsi olimpiai játékok kombinált versenyére. 2023-ban a világbajnokságon megnyerte a kombinált bajnoki címet. Emellett aranyérmet nyert az egyéni boulder versenyszámban és ezüstérmet az egyéni lead versenyszámban, amivel világbajnoki érmei száma tízre nőtt, köztük nyolc aranyéremre.
2024 augusztusában sikeresen megvédte olimpiai aranyérmét, miután a 2024-es olimpián a boulder és a lead kombinált versenyszámban megnyerte a második olimpiai győzelmét.

### Sziklamászás
2015-ben Garnbret megmászta az Avatart, egy 8b (5.13d) nehézségi fokozatú sportmászó útvonalat a horvátországi Pandorában. 2015-ben sikeresen megmászta első 8c+ (5.14c) fokozatú útvonalát, a Miza za šest redpointinggel a hazájában, Szlovéniában található Kotečnikben.
2016-ban flashelte a La Fabelita-t Santa Linyában, egy 8c (5.14b) fokozatú sportmászó útvonalat. Az útvonal bétáját honfitársnőjétől, Mina Markovičtól kapta, és kevesebb mint 15 perc alatt mászta meg.
2017-ben egy lépéssel tovább ment, és megklipszelte első 9a (5.14d) fokozatú sportmászó útvonalának, a Seleccio Naturalnak a horgonyát a spanyolországi Santa Linyában. Még ebben az évben megmászta második 9a fokozatú útvonalát, a La Fabela pa la Enmiendát, szintén Santa Linyában.
2021 novemberében megmászta a Fish Eye-t a spanyolországi Olianában, ami a világ történetében az első női megmászása volt egy konszenzusos 8c (5.14b) fokozatú mászóútvonalnak.
2022 márciusában Garnbret megcsinálta a Bügeleisen első női mászását, egy 8B+ (V14) besorolású boulder problémát az ausztriai Maltatalban. 2024. május 12-én visszatért Maltatalba, és megcsinálta a Bügeleisen SDS első női mászását, egy 8C (V15) besorolású sit start variációt. 2024. május 12-én visszatért Maltatalba, és megcsinálta a Bügeleisen SDS első női mászását, egy 8C (V15) besorolású sit start variációt.

## Fordítás
- Ez a szócikk részben vagy egészben  a   Janja Garnbret című angol Wikipédia-szócikk ezen változatának fordításán alapul.  Az eredeti cikk szerkesztőit annak laptörténete sorolja fel. Ez a jelzés csupán a megfogalmazás eredetét és a szerzői jogokat jelzi, nem szolgál a cikkben szereplő információk forrásmegjelöléseként.